# WeTransfer
WeTransfer és un servei d'allotjament de fitxers. L'empresa fou fundada a Amsterdam per Bas Beerens and Nalden tenint com a objectius la simplicitat d'ús i el disseny acurat. Financerament és autosuficient.
El model de negoci del servei es basa en la projecció de fons de pantalla publicitaris com a font de finançament i en la comercialització del servei Plus, que permet personalitzar el fons pantalla que veurà l'usuari receptor.

## Funcionalitat

### Versió gratuïta
We Transfer Free és un servei multi arxiu i multi format amb una versió gratuïta, que ofereix (sense necessitat de registre) fins a dos gigabytes per enviament contenint qualsevol tipus d'arxius (documents, fotos, música, presentacions de video, etc.) i ser compartit a un màxim de 20 destinataris a través del correu electrònic. Hi ha l'opció de afegir un missatge opcional. Un cop transferim els fitxers, es pujaran des del nostre ordinador personal als servidors de WeTransfer, i un cop enviats, rebrem un correu de confirmació. També rebrem un mail de confirmació de descàrrega quan cada usuari descarregui el contingut enviat. En aquesta modalitat els fitxers estan disponibles per a descàrrega durant 14 dies.
No hi ha cap límit d'ús del servei.

### WeTransfer Pro
Des del 2019 el servei ofereix als usuaris una alternativa a "We Transfer Plus" la nova opció d'ús de l'aplicació s'anomena We Transfer Pro. Aquesta nova possibilitat que ofereix l'aplicació permet enviar els documents escollits fins a 50 persones al mateix temps. El conjunt d'aquests documents poden arribar a representar 20 GB per missatge, per tant, augmenta el volum d'imatges i vídeos a compartir. Un altre avantatge és que per ser usuari Pro es poden emmagatzemar fins a 1TB, és a dir, es poden guardar els documents audiovisuals que es volen enviar, per fer-ho en un altre moment.
We Transfer Pro permet decidir quin serà el nom del URL a enviar i dissenyar el perfil del propi compte. Es pot dissenyar afegint un fons de pantalla, que té com a finalitat representar amb la imatge l'empresa que representa o per donar a conèixer als receptors o emissors una primera impressió sobre un mateix.

## Seguretat
La seguretat del servei és alta, ja que quan es fa una transferència de fitxers, s'utilitza una tècnica d'encriptació que fa que només es pugui accedir als fitxers només des del correu del remitent i els destinataris de les transferències.